# Saya

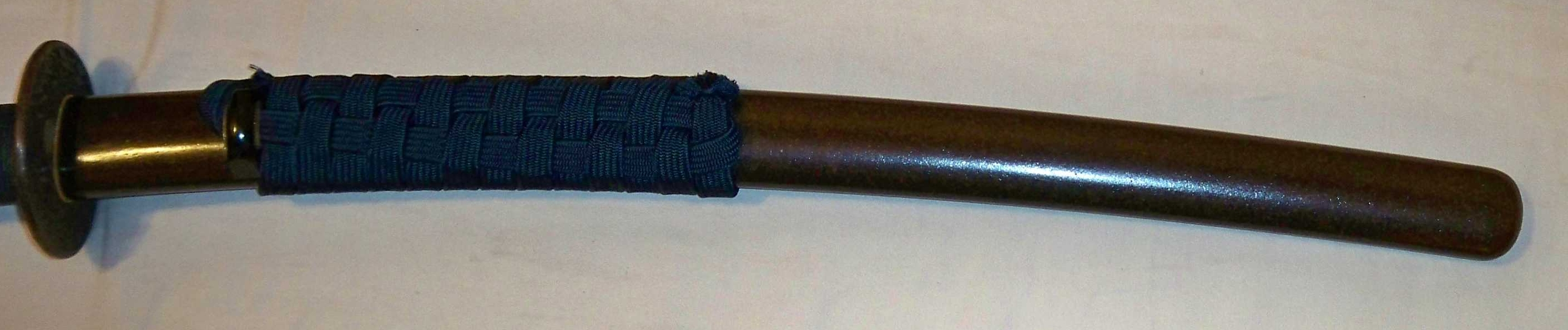
Saya an japanischen Schwertern

Saya (jap. 鞘) ist der japanische Begriff für die Schwertscheide. 

## Beschreibung

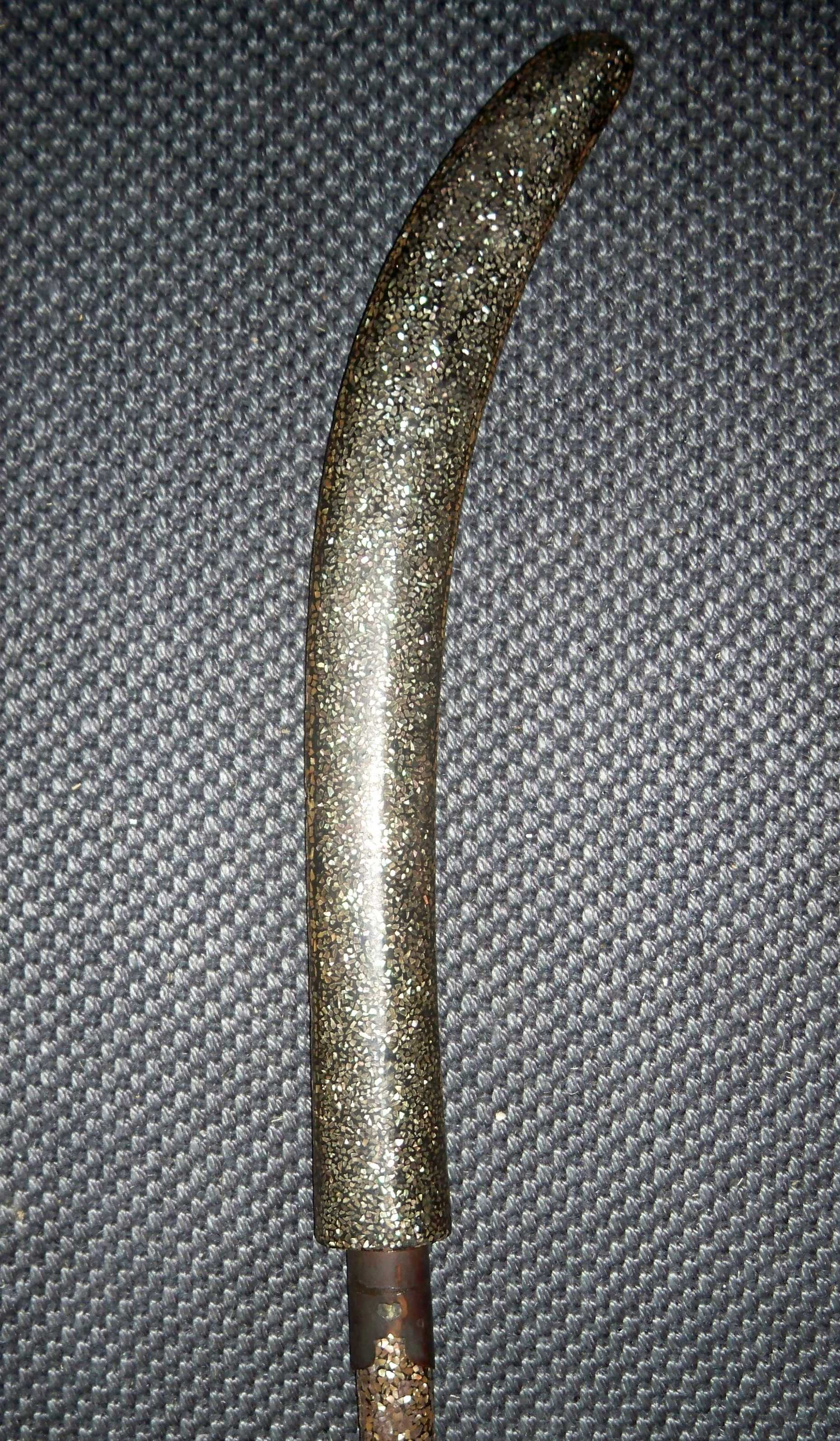
Saya an japanischer Naginata

Die Saya besteht aus folgenden Teilen:
- Koiguchi (鯉口, dt. Karpfenmaul), die Öffnung der Saya
- Kurigata (栗形), eine Öse auf der Rückseite.
- Shito-Dome (鵐目), eine Metallhülse innerhalb der Kurigataöffnung.
- Sageo (下げ緒), eine dekorative Wicklung mit einem Zierknoten aus Seidenkordel.
- Kojiri (鐺), der untere Abschluss der Saya aus Metall oder Rinderhorn.

In der Zeit der Samurai wurde sie aus Magnolienholz (Magnolia hyolouca, japanisch 朴の木, Hōnoki) gefertigt und mit Urushi überzogen. An der Seite befindet sich eine Art Öse (Kurigata), die verhindert, dass die Saya aus dem Gürtel rutscht. In dieser Öse, die oft aus Rinderhorn gefertigt wurde, steckte eine Metallhülse (Shito-dome), die die Kurigata vor Abnutzung schützte. An dieser Öse wurde ein dekorativer Knoten aus Seidenkordel (Sageo) angebracht. Bei manchen Versionen sind Halterungen für Beimesser (Kozuka und Kogai) eingearbeitet. Oftmals hatte der Besitzer einer Klinge bis zu vier verschiedene Saya, die zu unterschiedlichen Ereignissen benutzt wurden:
- Eine Saya, die einfach und ohne Ornamente aus Holz hergestellt wurde (Shirasaya). Diese wurde benutzt, um die Klinge alltäglich außerhalb von Kriegszeiten aufzuheben.
- Eine Saya, die einfach dekoriert war, für den alltäglichen Gebrauch.
- Eine Saya für den Kriegseinsatz, die oft mit Metallen verkleidet war.
- Eine sehr kunstvoll verzierte und dekorierte Saya für den zeremoniellen Gebrauch.

Eine sehr seltene Version bestand aus zwei Saya, die ineinandersteckten. Die Idee dabei war, dass die innere, billige Saya, wenn sie abgenutzt war, leicht ersetzt werden konnte, wobei die äußere, kostbare Saya wiederverwendet werden konnte.
Je nach Zeitgeschmack wurde sie oft mit Lackeinlegearbeiten, Blattgold oder Rochenhaut (Same) etc. verziert, wobei darauf geachtet wurde, dass die Dekoration der Saya und des Heftes (Tsuka) zusammenpassten.
Bei den Militär-Schwertern (Guntō), die man im 20. Jahrhundert, insbesondere vor und während des Zweiten Weltkriegs produzierte, findet man Saya aus Metall nach europäischem Vorbild, die eine Innenscheide aus Holz besaßen. Die Farbgebung und die Dekorationen sind sehr vielfältig.